# Lucas l'araignée
Lucas l'araignée (Lucas the Spider en anglais) est un personnage de dessin animé créé en 2017 par Joshua Slice et le protagoniste d'une série d'animation 3D américaine du même nom sur Youtube, puis sur Fresh TV. Au départ simple test d'animation visant à montrer les araignées de manière positive, Lucas remporte un succès immédiat jusqu'à même être appelée « l'araignée la plus mignonne du Monde ». Joshua Slice se charge de la conception, de la modélisation, de l’éclairage et du rendu de l’animation de la web-série tandis que son neveu prête sa voix à Lucas. Les aventures simples et joyeuses de ce jeune arachnide, inspiré des araignées salticidae, doit son succès à son animation et au soin apporté au caractère du personnage.

## Origine et création

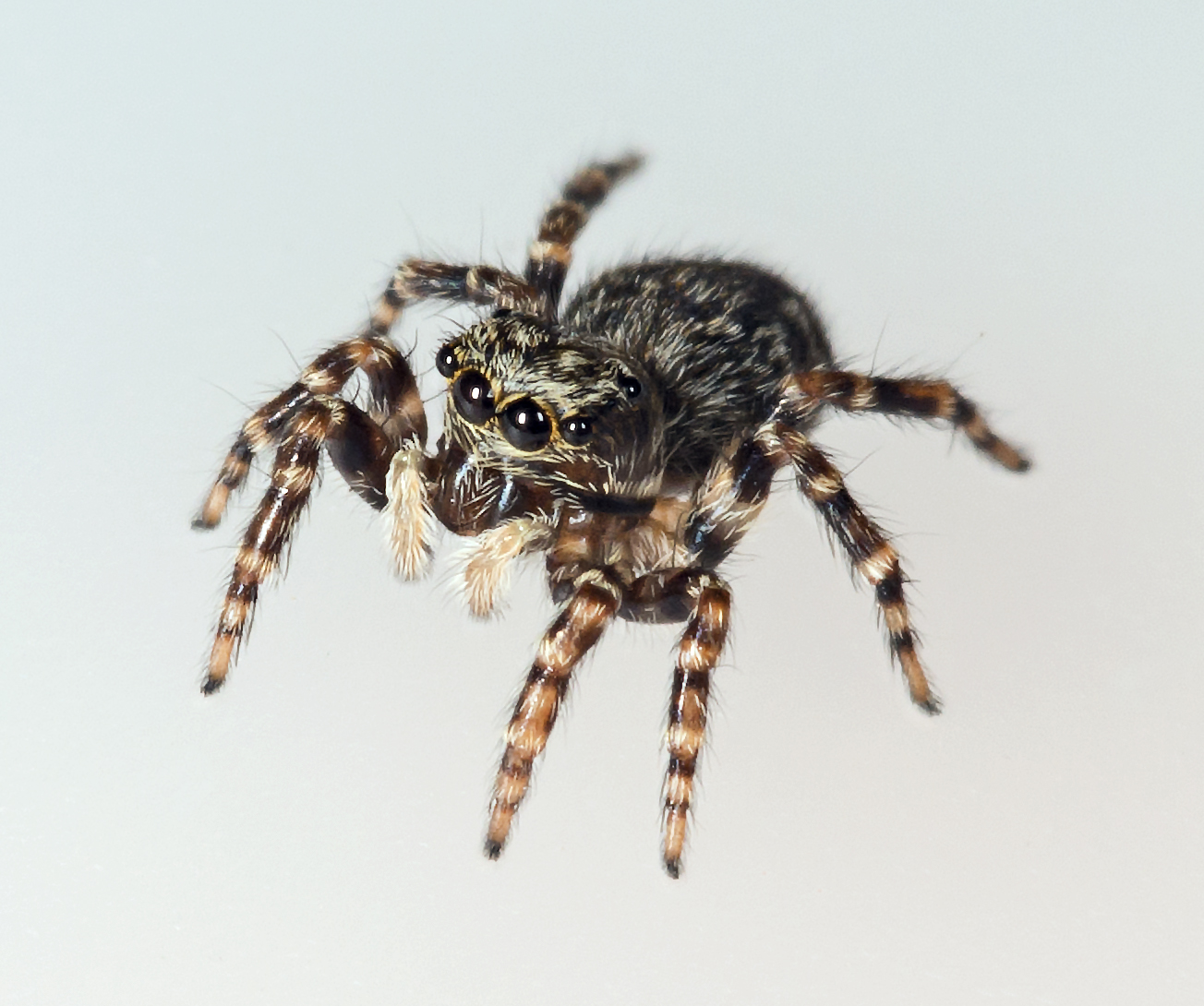
L'araignée Pseudeuophrys lanigera de la famille des salticidae dont pourrait être inspiré Lucas

Lucas l'araignée est un projet personnel développé par Joshua Slice, en contrat à l'époque chez Disney et Pixar,. L'animateur souhaite partager son affection pour les araignées après avoir été émerveillé par l'une d'elles, cachée au creux d'une feuille,. Le projet vise à les présenter sous un meilleur jour et diminuer la peur qu'elles inspirent,. Le jeune arachnide est inspiré du propre neveu de l'animateur, Lucas Slice, qui lui donne son nom et lui prête sa voix aiguë. Lucas est librement inspiré des araignées de la famille des salticidae, une famille d'araignées reconnaissable à leurs grands yeux. Joshua Slice s'est chargé de la conception, de la modélisation, de l’éclairage et du rendu de l’animation de la web-série.
Le premier court-métrage en 3D de 20 secondes sort 6 novembre 2017 sur la chaîne YouTube « Lucas l'araignée ». Elle atteint rapidement les 10 millions de vues, ce qui encourage son créateur à poursuivre le projet.

## Synopsis
Les vidéos, d'environ 30 secondes à trois minutes, présentent la vie et les occupations de Lucas avec humour. Les vidéos suivent le fil des événements de l'année (Halloween) et la découverte des saisons (automne, hiver),. Elles présentent son exploration du monde et sa quête d'amis, malgré la peur qu'il inspire au début aux autres personnages,.

### Évolution de la série
La qualité de l'animation et la longueur des épisodes évolue au fil du temps. À partir du neuvième épisode, Lucas évolue dans plusieurs scènes différentes, avec des changements de caméras et un éclairage plus dynamique.
En février 2022, la chaîne atteint les 3,6 millions d'abonnements et 840 millions de vues cumulées.

## Personnages
Lucas est une jeune salticiadae de quatre ans et le protagoniste principal de la série. Il est joyeux, généreux, innocent, plein d'humour et de tendresse,. Végétarien, il chante et joue des instruments de musique.
Bzzt / Findley est une mouche. D'abord apeuré par la présence de Lucas, qu'il voit comme un prédateur, il est rassuré de le savoir végétarien et devient son ami.
Plusieurs autres animaux apparaissent ponctuellement dans la série, vivants (l'Atlas dans l'épisode « Giant Flyer », un labrador, un bouledogue français, …) ou sous forme d'objets,. L'humain est présent de manière indirecte, comme reflet dans des objets, comme lorsqu'il capture Lucas.

## Lucas l'araignée(série télévisée)
En 2020, Cake Entertainment, Cartoon Network et Boomerang signent pour réaliser une série d’animation. Diffusée sur Cartoon Network et Boomerang, elle est composée de 78 courtes vidéos de sept minutes. Elle est diffusée au Canada sur Fresh TV (en) de l'automne 2021 à février 2022, sous le format de 26 épisodes de vingt-deux minutes,. En 2023, elle est diffusée en France, sur Cartoonito, à partir du 17 avril, à 19 h 35.

## Réception

### Par le grand public
L'animation fluide, le rendu graphique, la voix enfantine de Lucas, son caractère et les grands yeux brillants des salticidae offrent un excellent accueil au personnage,. Son aspect soyeux et ses grands yeux masquant ses huit pattes sont aussi avancés pour expliquer cet attrait. Pour de nombreuses personnes, jamais les araignées n'avaient été vues d'aussi près et de manière positive. Décrite comme adorable, voire comme une exception à l'arachnophobie de son public,,, elle est surnommée « l'araignée la plus mignonne du Monde »,,.

### Scientifique

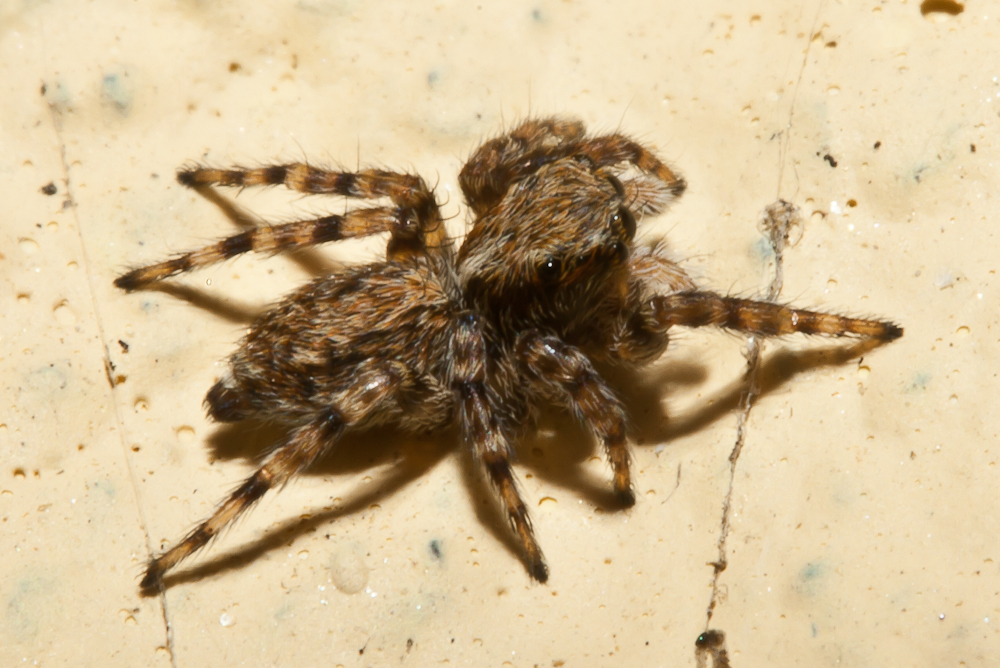
Pseudeuophrys lanigera dont les couleurs et la forme ressemblent à Lucas

Lucas ressemble beaucoup aux salticidae, par sa forme, la position de ses yeux et son comportement. Il est une des adaptations anatomiques les plus proches des salticidae. Il se déplace avec ses huit pattes comme les araignées, saute comme les espèces de sa famille et manipule les objets avec ses pattes-mâchoires (pédipalpes). Si les salticidae ne sont pas aussi musiciennes que Lucas, elles peuvent faire de la musique en tapotant leur support avec leur pédipalpes,.
Dans le premier épisode, Lucas fait mention d'une toile : si les salticidae produisent de la soie, elles ne font pas de toile.
Lucas est capable de bouger ses yeux, ce qui n'est pas le cas de salticidae ; elles peuvent seulement l'adapter à la luminosité.
Dans plusieurs épisodes, en raison du scénario on voit Lucas manger de la nourriture, ce qui n'est pas possible chez les araignées : ces dernières n'ont pas de dents et c'est grâce à l'action de dissolution du venin injecté dans leur proie qu'elles la « sirotent »,.

## Anecdote
Dans l'épisode « Bedsheet Ghost », Lucas porte un costume inspiré du film Scary Stories.

## Produits dérivés
Une peluche Lucas est commercialisée avec Teespring (en) et vendue à plus de 40 000 exemplaires en dix jours,. Le stock de 60 000 exemplaires est écoulé en quarante jours.

## Distinctions
La série est mentionnée dans le Youtube Rewind de 2018.
Nommé au Shorty Award en 2019 dans la catégorie « meilleur animal ».